# Корж Петро Гаврилович
Петро Корж (29 грудня 1901, с. Мануйлівка, Новомосковський повіт, нині у складі Дніпра — 1943 — 1944, Кривий Ріг, Україна) — член ОУН на Січеславщині, член Мануйлівської «Просвіти», син просвітянина Гаврила Коржа. Жертва німецького окупаційного терору.

## Життєпис

Петро Корж (другий зліва) у колі родичів. (У центрі сидить його батько Г. Корж).

Корж закінчив у Катеринославі гімназію, комерційне і художнє училища. Разом з майбутньою дружиною — Марією Філоненко (1906 — 1998), донькою просвітянина Трохима Філоненка, були учасниками драмгуртка при Мануйлівській «Просвіті».
Вчителював у школі ім. Б. Грінченка — викладав мову і літературу (школа № 41, нині дитсадок на вул. 1. Франка). Проводив українізацію за заводі ім. Артема. Пізніше — бухгалтер на вагоноремонтному заводі, звідки перейшов працювати художником. Дружина була домогосподаркою. Діти: Ольга (1924), Леся (1927), Наталка (1937). Підтримували приятельські стосунки з письменницькою родиною — Миколою Міньком (1902 — 1937) та Оленою Шпотою (1899 — 1943). Коли в Дніпрі в 1930-х відновили перші ялинки, Корж оформлював їх. У його обов’язки як художника входило і оформлення святкових заводських колон на «пролетарські свята».

Петро Корж з дружиною і дітьми.

Мав золоті руки: сам робив бандури, всілякі вироби з дерева. Зробив невеличку бандуру для доньки Ольги, яка співала в школі на Шевченківських та інших святах. Корж мав добрий голос, чудово грав на струнних інструментах (бандурі, скрипці) та піаніно. Увечері діти засинали під звуки батькової бандури. Багато уваги надавав вихованню доньок, їхній духовній, зокрема, музичній освіті. Під час війни залишився в Дніпрі і працював у поліції. На здивоване запитання доньки відповів: «Так треба. Ми не за німців, ми проти німців». Як виявилося, він належав до ОУН.

Петро Корж з дружиною Марією та донькою Ольгою.

За спогадами шуряка Федора Філоненка, Корж протестував проти спалення нацистами селища в АНД районі в 1943, на нього надійшов донос і нацисти заарештували його. В Кривому Розі його бачили мануйлівські жінки. Розстріляний нацистами в криворізькій тюрмі, про що родину повідомив свідок Іван Ризоль. Донька Ольга Корж у 1943 вивезена на примусові роботи до Німеччини, в 1946 повернулася в Україну. В 1949 заарештована і засуджена на 25 років. Ув'язнення відбувала в Магадані (Берлаг). Звільнена в 1955, повернулася в Україну 1956. Реабілітована у 1993.